# Citizen Erased
"Citizen Erased" é uma canção da banda britânica de rock alternativo chamado Muse que pertence ao seu segundo álbum de estúdio chamado Origin of Symmetry. A música sempre foi uma das favoritas dos fãs e chegou a liderar as paradas da empresa britânica de downloads digitais, a 7digital, mas falhou no UK Top 40 chegando a posição n° #122.
Matthew Bellamy descreveu a música: "É uma expressão de como nos sentimos quando somos questionados. Eu fui perguntado sobre o propósito mais do que qualquer outra pessoa e é um sentimento estranho. Eu realmente não tenho as respostas e e eu respondo com o conhecimento que eu obtive até agora, mas as vezes isso acaba sendo divulgado alguma coisa aparece e faz com que você discorde com tudo que você mesmo disse."

## Legado

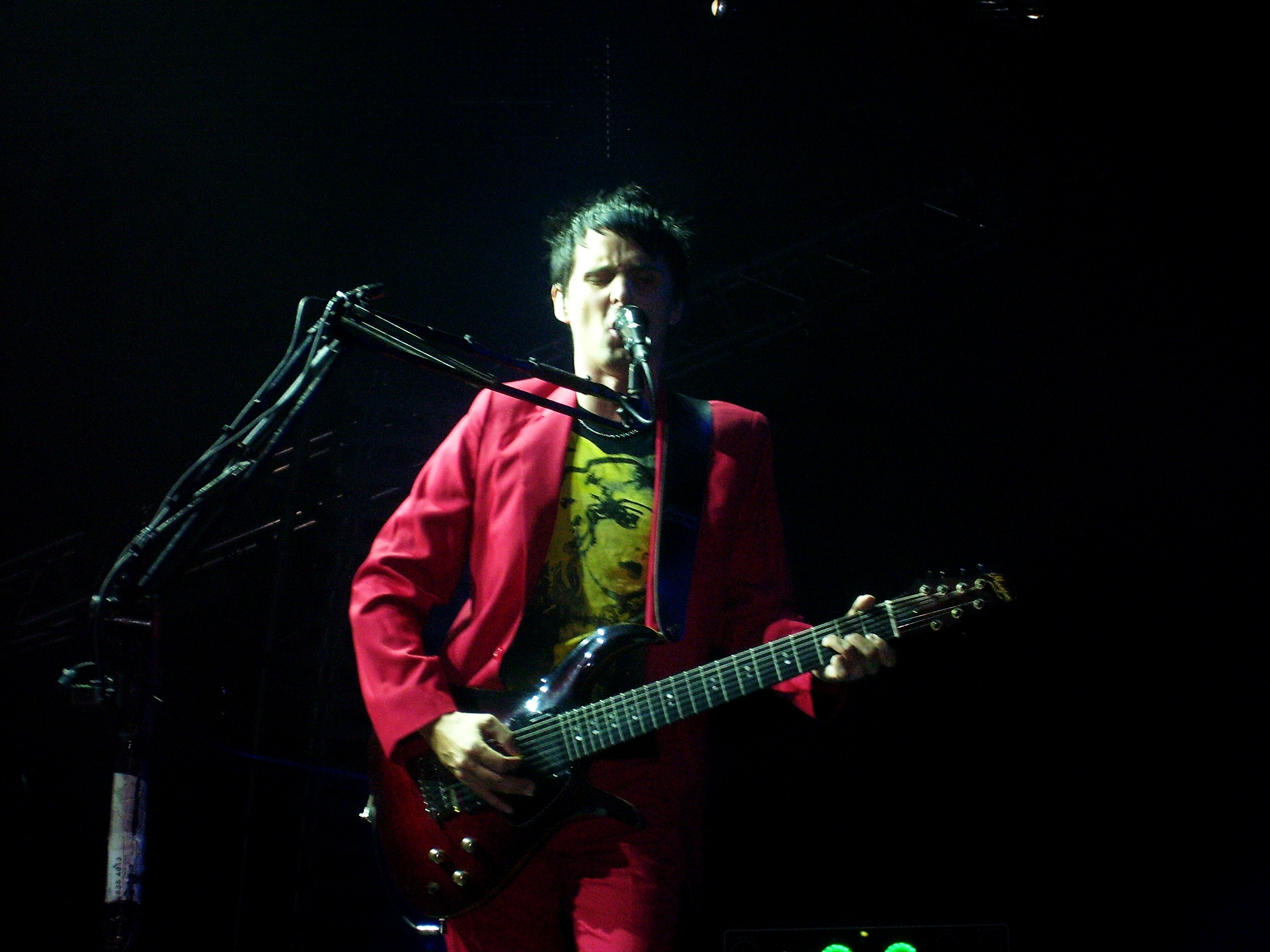
Matt Bellamy usando uma guitarra Manson de sete cordas para "Citizen Erased".

"Citizen Erased" não foi lançado como single do álbum Origin of Symmetry. Apesar disso, tornou-se uma música favorita dos fãs de Muse. Em 2007, "Citizen Erased" entrou na UK Singles Chart (a principal parada musical do Reino Unido) na 122ª posição, mantendo essa posição por uma semana antes de cair completamente fora do gráfico. Muse também criou um sucessor espiritual para a música na forma da canção "The Globalist", de dez minutos, a décima primeira faixa de seu sétimo álbum de estúdio, Drones (2015). Além disso, quando o remix de aniversário de anos do álbum Origin of Symmetry foi anunciado em 2021, "Citizen Erased" foi lançado como single.

## Tabelas musicais
| Paradas (2007)                        | Melhor posição |
| ------------------------------------- | -------------- |
| Reino Unido (Official Charts Company) | 122            |